# Olkojärvi
Olkojärvi är en sjö i Finland. Den ligger i kommunen Enontekis i landskapet Lappland, i den norra delen av landet, 900 km norr om huvudstaden Helsingfors. Olkojärvi ligger 452,9 meter över havet. Arean är 1,32 kvadratkilometer och strandlinjen är 12,04 kilometer lång. Sjön  ingår i Kemi älvs huvudavrinningsområde.   Omgivningarna runt Olkojärvi är i huvudsak ett öppet busklandskap.